# 이정미 (각본가)
이정미(일본어: 李 正美, 일본어: 리 마사미또는 리 촌미, ? ~)는 일본의 각본가로, 일본 각본가 연맹(日本脚本家連盟) 회원이다.

## 수상
- 제117회 더 텔레비전 드라마 아카데미상 각본상 (2023년, 《VIVANT》)